# Baryconus tuberculatus
Baryconus tuberculatus är en stekelart som först beskrevs av Jean-Jacques Kieffer 1910.  Baryconus tuberculatus ingår i släktet Baryconus och familjen Scelionidae. Inga underarter finns listade.